# Passiflora colimensis
Passiflora colimensis Mast. & Rose – gatunek rośliny z rodziny męczennicowatych (Passifloraceae Juss. ex Kunth in Humb.). Występuje endemicznie w południowo-środkowym Meksyku. 

## Morfologia
PokrójZdrewniałe, trwałe, nagie liany.
Liście3- lub 5-klapowane, sercowate u podstawy. Mają 4–12 cm długości oraz 4,5–17 cm szerokości. Prawie całobrzegie, z tępym lub ostrym wierzchołkiem. Ogonek liściowy jest owłosiony i ma długość 2,5–11 cm. Przylistki są owalne, mają 3–10 mm długości.
KwiatyPojedyncze. Działki kielicha są trójkątne, białawe, mają 1,3–2,2 cm długości. Płatki są podłużnie owalne, białe, mają 0,8–1,2 cm długości. Przykoronek ułożony jest w jednym rzędzie, purpurowo-biały, ma 10–13 mm długości.
OwoceSą elipsoidalnego lub jajowatego kształtu. Mają 6–8 cm długości i 2,5–3,5 cm średnicy.

## Biologia i ekologia
Występuje w lasach na wysokości do 1100 m n.p.m.